# Cefnmeiriadog
Cefnmeiriadog är en community i Storbritannien.   Den ligger i kommunen Denbighshire och riksdelen Wales, i den södra delen av landet, 290 km nordväst om huvudstaden London.
Den största byn heter Bontnewydd.